# Princess Toadstool's Castle Run
Princess Toadstool's Castle Run (ピーチ姫のキャッスルランゲーム Pīchi-hime no Kyassuru Ran Gēmu?, en inglés: Princess Peach's Castle Run Game) es uno de los tres relojes de juegos LCD pertenecientes a la línea Super Mario Bros. Watch lanzados en 1990 como artículos promocionales de McDonald's en los Estados Unidos y Japón. Es el primer juego que presenta a Princess Toadstool como el único personaje jugable. El modo de juego es idéntico al de muchos juegos de carreras LCD como Super Mario Race.

## Jugabilidad
Para ingresar al modo de juego, se debe presionar el botón superior a la izquierda para seleccionar el nivel de dificultad, con JUEGO A para fácil y JUEGO B para difícil. Luego, el botón "mover a la izquierda" en el bisel inicia el juego. La princesa Toadstool corre hacia su castillo, pero los Koopa Troopa intentan bloquearla. Puede esquivarlos moviéndose hacia la izquierda o hacia la derecha. Cada vez que tiene éxito, se le otorgan 10 puntos, y hay un máximo de 9990 puntos. Es Game Over si choca con un enemigo tres veces.
A intervalos de tiempo, un Pequeño Toadie viaja por el extremo izquierdo de la pantalla. Si la princesa logra encontrarse con él, obtiene 30 puntos. Si lo escolta con éxito hacia el extremo derecho para encontrarse con otro Toadie, se le otorgan 50 puntos. Hacer esto tres veces hace que aparezca el Bonus Castle a la derecha. En este minijuego, presionar el botón "mover a la derecha" hace que un solo dígito pase rápidamente del uno al nueve. Presionando el mismo botón se detiene y otorga puntos de bonificación que son iguales a ese número multiplicado por 10 (10 a 90 puntos de bonificación).